# Guvernoratul Shabwah
Shabwah (în arabă:شبوة) este un guvernorat în Yemen. Reședința sa este orașul 'Ataq.